# Treća Čehoslovačka Republika
Treća Čehoslovačka Republika (češ. Třetí Československá republika, sl. Třetí Československá republika), službeno Čehoslovačka ili Čehoslovačka Republika (pokrata: ČSR), bila je neovisna država koja je obuhvaća područja današnje Češke i Slovačke u razdoblju od 1945. do 1948. te označava kratkotrajno predtotalitarno razdoblje u poslijeratnim povijestima dviju država.
Tijekom Drugoga svjetskoga rata, zauzećem Trećega Reicha, Druga Čehoslovačka Republika nestaje s političkoga zemljovida Europe. Obnavljanje Čehoslovačke kao nezavisne države nije bio samo ishod odluke saveznika (Francuske, UK-a, SAD-a), već i snage čehoslovačkoga ideala utjelovljenoga u Prvoj Čehoslovačkoj Republici. Ipak, djelovanjem komunista u donošenju političkih odluka i planova o poslijeratnoj obnovi pada pod sovjetsko područje utjecaja. Većina odluka u Čehoslovačkoj nije ovisila o političarima u Pragu, nego o odlukama Edvarda Beneša i Komunističke partije Čehoslovačke (KPČ-a), u egzilu u Moskvi.
U veljači 1948. KPČ preuzima vlast tzv. čehoslovačkim pučem. Iako je službeno ime države ostalo Čehoslovačka Republika do 1960., kada je preimenovana u Čehoslovačka Socijalistička Republika, puč je označio kraj demokracije i parlamentarne republike, a time i neovisne Čehoslovačke.